# Marcin Szeląg

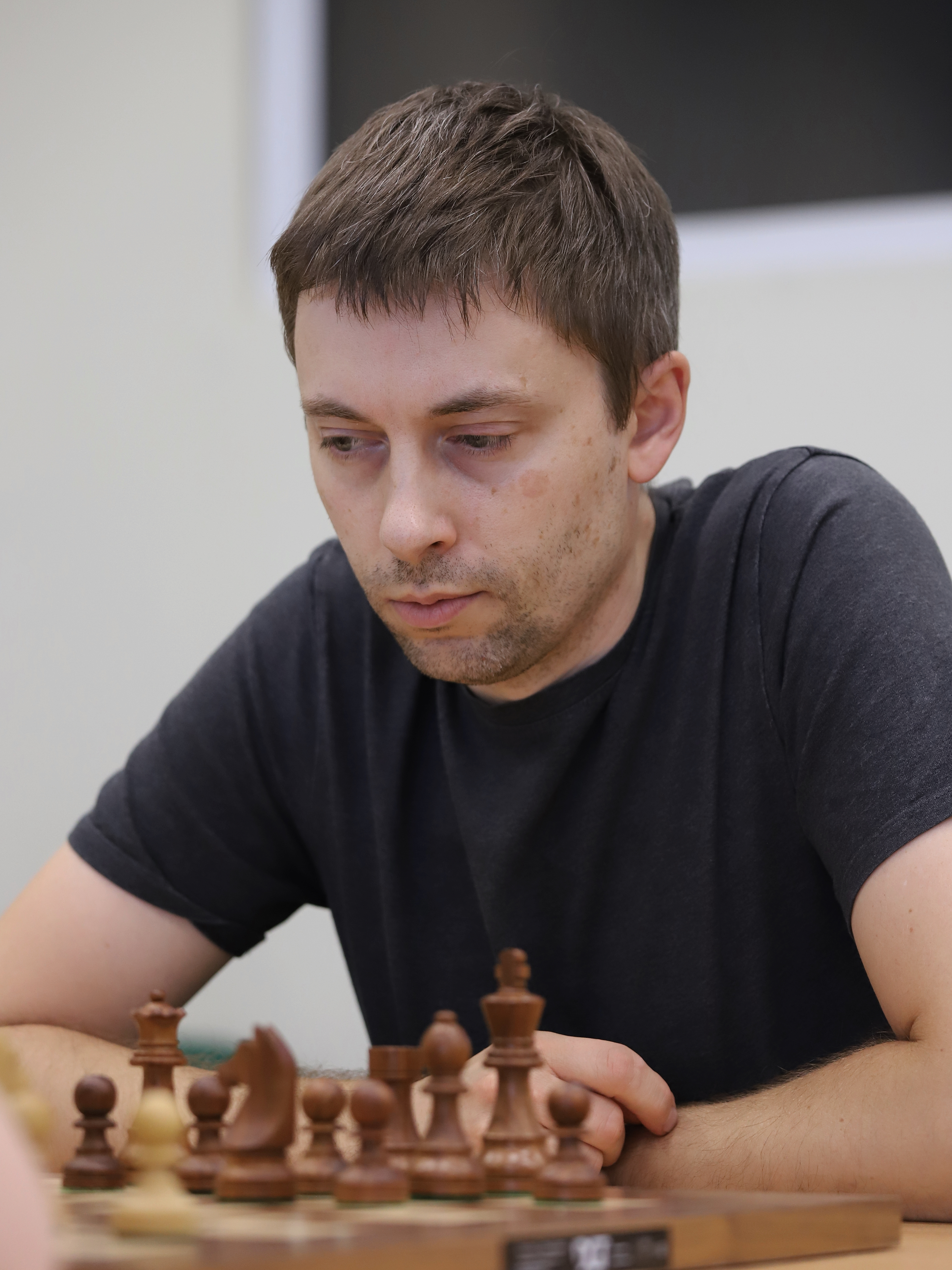
Marcin Szeląg, 2022

Marcin Szelag (Bydgoszcz, 7 juli 1981) is een Pools schaker. Hij heeft sinds 2001 de titel Internationaal Meester (IM). 
Van 21 april t/m 4 mei 2005 werd in Poznań het Poolse kampioenschap gespeeld dat door Radosław Wojtaszek met 9.5 uit 13 gewonnen werd. Szelag eindigde als 14e. 
In 2006 behaalde Marcin Szelag 3 pt. uit 10 op het 22e open toernooi in Cappelle-la-Grande dat met 7.5 pt. werd gewonnen door Aleksandr Mojsejenko. 
In 2013 werd hij 16e op het kampioenschap van Polen, dat werd gewonnen door Bartosz Socko.
In 2016 werd hij met 7.5 pt. uit 9 (6 overwinningen en 3 remises), een punt voorsprong op nummer 2, winnaar van het Rubinstein Memorial toernooi.